# Lysakerelven
El Lysakerelven es un río en Noruega que forma el límite entre los municipios de la ciudad capital de Oslo y Bærum.
El río con este nombre nace en el lago Bogstadvannet, aunque el nacimiento se encuentra más arriba, en Langlivann, y Søndre y Nordre Heggelivann en Oslomarka, los bosques que rodean Oslo. Por lo tanto, se considera parte de los cursos de agua de Oslomarka, el sistema fluvial que fluye a través de estos bosques, y más concretamente de Sørkedalsvassdraget, el valle por encima del lago Bogstadvannet. Desemboca en el Lysakerfjorden, parte de Oslofjorden, cerca de Lysaker.

## Historia
Hay pruebas de que el río se ha utilizado para los molinos desde el siglo XII, y probablemente antes. El antiguo nombre del río era Få (nórdico Fǫð), que significa "valla" o "frontera". En el siglo XVIII, Bogstadvannet también se conocía como Faavandet
En 1660, doce granjas tenían derechos sobre la energía hidromecánica generada por el río. Estas granjas, varias de las cuales han dado nombre a los barrios de Aker (ahora Oslo) y Bærum, eran:
- En Aker, Voksen, Nordre Rød, Søndre Rød, Ullern, Øraker y Sollerud
- En Bærum, Fossum, Grini, Øvre Vold, Nedre Vold, Jar y Lysaker

Desde Bogstadvannet hacia el sur, hay varios sitios de importancia histórica.

### Osdammen
Osdammen era una presa con un molino residente para el aserradero de Bogstad. Hay pruebas de que hubo un aserradero en este lugar que se remonta al siglo XVI. Las fuentes también sugieren que suministró madera para la reconstrucción de Londres tras el Gran Incendio de 1666. El aserradero estuvo en funcionamiento hasta 1915, cuando los propietarios de Bogstad acordaron con el propietario del aserradero de Grini, Løvenskiold, cerrar el aserradero a cambio de suficiente electricidad para instalar un aserradero en Zinoerbrua

### Fossum Jernverk
Alrededor de 1780, Conrad Clausen, el propietario de Bærum Jernverk (Herrería de Bærum), estableció aquí un molino con una ferrería y un martinete. La fragua estaba situada en el lado de Bærum y medía 30 por 19 codos noruegos (unos 18 metros por 12 metros). Tenía una capacidad anual de unas 250 toneladas de hierro forjado. El arrabio se originaba en el sur de Noruega, de donde era transportado por barco y descargado en el muelle de Vækerø antes de ser arrastrado por caballos y carretas hasta el molino.

## Área recreativa
El río tiene una longitud de 7,4 kilómetros y una caída total de 145 metros. Incluye varios rápidos y cascadas más pequeños, el más destacado de los cuales es Granfossen, a menudo conocido como Fåbrofossen. En los últimos años, la zona que rodea al río se ha convertido en un área recreativa, y un sendero sigue toda la longitud del río tanto en el lado de Oslo como en el de Bærum, de modo que es posible caminar alrededor de todo el río, desde el Oslofjord hasta Bogstadvannet por un lado, y de vuelta por el otro. Además, el sendero conecta con la red de senderos de los bosques de las afueras de Oslo, y con los que rodean el Oslofjord. El sendero del lado de Oslo también es apto para el ciclismo. El terreno y el paisaje son bastante variados a lo largo de los senderos, desde importantes colinas hasta tramos llanos y ondulados. Algunos de los rápidos son lo suficientemente fuertes como para que el río se utilice para entrenar con el kayak; en otros lugares se ha popularizado la natación.

## Recursos naturales

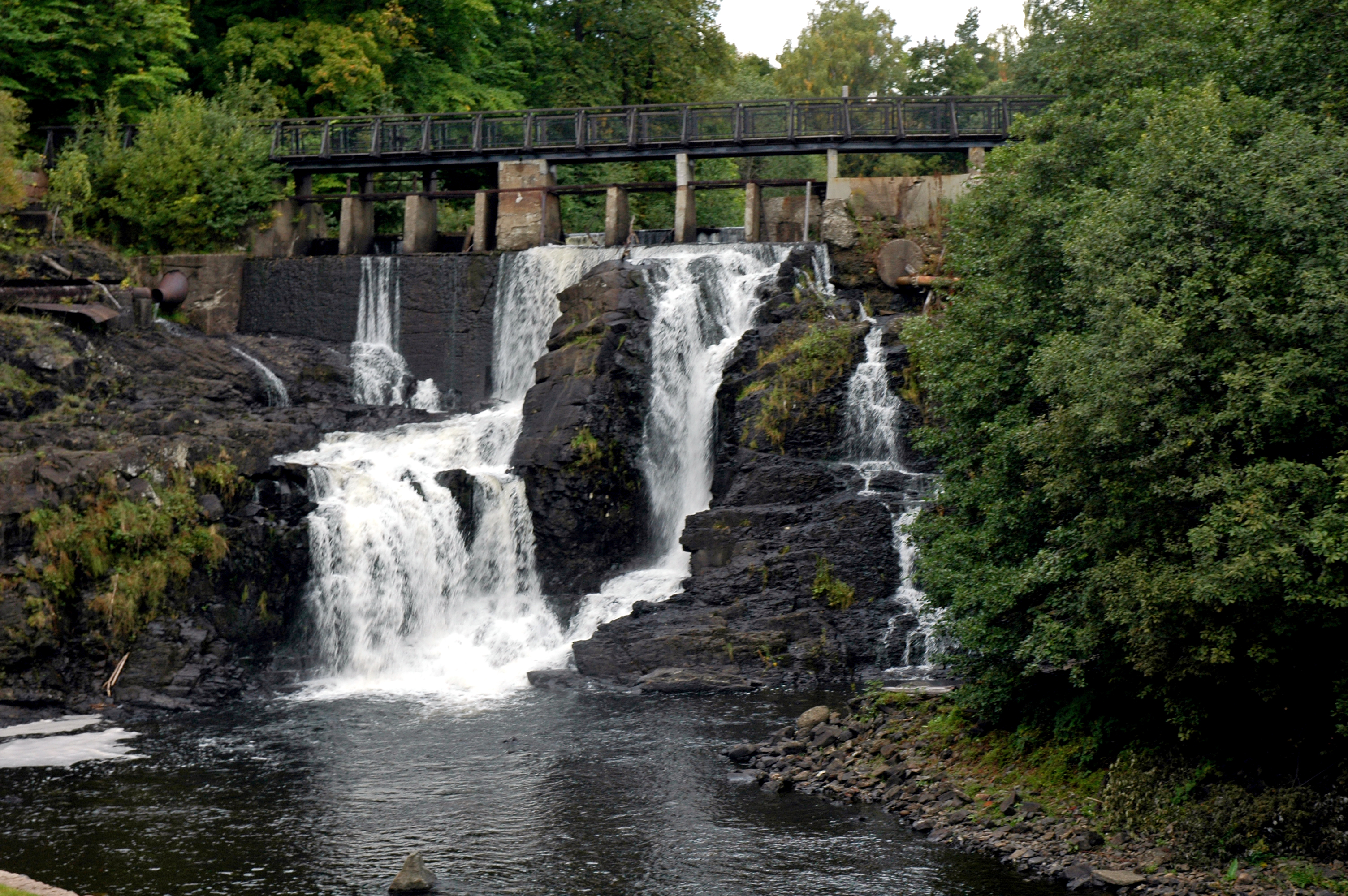
Fåbrofossen en el otoño

El Lysakerelven atraviesa un paisaje variado. La cuenca está formada principalmente por bosques de abetos, pero en los alrededores de Bogstadvannet también hay bosques caducifolios. Desde este nacimiento, el río serpentea al principio hasta cerca de Grinidammen, y luego esculpe un valle cada vez más profundo en el paisaje, y en el tramo alrededor y al sur de Jar, forma un cañón con algunas piscinas naturales que aparecen en el camino. Históricamente, en torno al río, al sur de Bogstad, había varios molinos y también instalaciones de fabricación, pero éstos han dado paso en gran medida a grandes zonas residenciales que forman parte de la aglomeración de Oslo y Bærum.
Las orillas del río incluyen una gran variedad de vida vegetal. Aunque las condiciones ambientales del río han mejorado notablemente en las últimas décadas, se está trabajando para mejorarlas aún más. Un estudio realizado en 2006 recomendó que la zona se considerara un recurso natural "muy importante", y que la mayoría de las zonas se considerasen una reserva natural. Los resultados mostraron que la zona que rodea al río contiene una rica diversidad de especies vegetales y animales, incluidas 27 que figuran en la lista roja nacional de la UICN. En el río prospera una buena variedad de peces y se permite una pesca recreativa limitada, sobre todo de truchas. Se han identificado 68 especies diferentes de aves, entre ellas el Dendrocopos minor (pico menor), que figura en la lista roja de Noruega; y la zona se considera un hábitat esencial para las aves paseriformes del área metropolitana de Oslo. La zona sirve de paso para los mamíferos de los bosques a las regiones costeras, incluidos los alces y los ciervos, que también pastan allí. Ardillas, zorros rojos, tejones y otros roedores más pequeños tienen su hogar en la zona.
Las especies en la lista roja que se encuentran en el área incluyen 2 especies de plantas vasculares, 8 musgos, 13 hongos, 2 insectos y 1 especie de ave. La pesca está permitida en Lysakerelven solo con los permisos necesarios. Dos especies de peces dominan el río: la trucha marrón y el pececillo común . El salmón y la trucha de mar se dirigirán desde el océano hasta Fåbrofossen, mientras que la perca, la rúcula común, el lucio del norte y el alburno bajarán desde Bogstadvannet

## Estadísticas ambientales
| Tipo de hábitat                             | Zona                        | % del total |
| ------------------------------------------- | --------------------------- | ----------- |
| Bosque mixto de Alnus incana y Prunus padus | 0,74 hectáreas (1,8 acre)   | 1,0%        |
| Bosque mixto boreonemoral                   | 23,8 hectáreas (58,8 acre)  | 32,5%       |
| Praderas cultivadas                         | 0,1 hectáreas (0,2 acre)    | 0,1%        |
| Presas                                      | 2,16 hectáreas (5,3 acre)   | 3%          |
| Importante zona de arroyos                  | 27 hectáreas (66,7 acre)    | 36,8%       |
| Pastoreo natural                            | 0,32 hectáreas (0,8 acre)   | 0,4%        |
| Viejo bosque caducifolio                    | 3,86 hectáreas (9,5 acre)   | 5,3%        |
| Rico bosque caducifolio del sur             | 15,3 hectáreas (37,8 acre)  | 20,9%       |
| Zona de niebla de la cascada                | 0,01 hectáreas (0 acre)     | -%          |
| Totales                                     | 73,3 hectáreas (181,1 acre) |             |

| Clasificación         | Zona                         | Porcentaje del total |
| --------------------- | ---------------------------- | -------------------- |
| Muy importante        | 23,93 hectáreas (59,1 acre)  | 32,66%               |
| Importante            | 44,44 hectáreas (109,8 acre) | 61,25%               |
| Localmente importante | 4,46 hectáreas (11,0 acre)   | 6,09%                |